# Giovanni Torriano da Venezia
Giovanni Torriano da Venezia (Venezia, 1450 circa – Francia ?, 1510 circa) è stato un organaro italiano.
Figlio di Mattia (o Matteo), abitava nella parrocchia di Sant'Antonino in Venezia, nel sestiere di Castello.
Svolse la sua attività itinerante tra la seconda metà del XV secolo e il primo decennio del XVI soprattutto in Liguria - particolarmente a Genova, per lungo tempo sua città di 'riferimento' - ma anche in Lombardia, in Piemonte ed in Francia, secondo un percorso che da Venezia si snoda verso la pianura Padana per scendere verso il Piemonte meridionale e la Liguria fino a raggiungere la Linguadoca-Rossiglione, dove si perdono le sue tracce. Tale intinerario sembra essere correlato al propagarsi della sua fama, da Nord a Sud e da Est ad Ovest.

## Opere
- 1477 Bassano del Grappa (Vicenza), San Francesco: restauro, rifacimento del somiere e aggiunta di un registro
- 1477 Milano, Duomo: riparazioni alla tastiera
- 1482-83 Piacenza, ?
- 1483 Cremona, Cattedrale: perizia all'organo costruito da Pantaleone De Marchi e Lorenzo di Antonio da Bologna
- 1488 Genova, Cattedrale
- 1488 Albenga (Savona), Cattedrale: organo nuovo
- 1489 Genova, Santa Maria di Castello
- 1490 ca. Milano, Santa Margherita: organo nuovo
- 1490 Milano, Santa Maria presso S. Satiro: organo nuovo come quello di Santa Margherita ma con un registro di Flauto in più
- 1490-92 Genova, Cattedrale: organo nuovo di 13' con portelle dipinte
- 1491 Milano, ?
- 1492 Genova, Santa Maria del Carmine: organo di 7' con portelle, nel jubé
- 1497 Genova, Cattedrale
- 1497 Cuneo, San Francesco: organo nuovo
- 1499 Genova, Santo Stefano: organo di 5' e 5 registri
- 1499 Genova, San Siro: organo di 5' e 5 registri
- 1499 Genova, Sant' Agostino: organo di 10' e 6 registri
- 149? Genova, San Marcellino: organo di 4 registri
- 1500 Genova, San Pancrazio: organo di 4 registri
- 1500 Savona, San Pietro il vecchio ?
- 1501 Genova, organo di 2' e ½ con 2 registri per fra Bartolomeo da Mombaruzzo
- 1502 Genova, Cattedrale: riparazioni
- 1502 Genova, Santa Fede: organo nuovo
- 1502-04 Ventimiglia (Imperia), Cattedrale: organo nuovo
- 1503 Savona, ?
- 1504-06 Montpellier (Hérault, Francia), Notre-Dame des Tables: organo di 13 pans e 8 registri, con 4 mantici; cassa dipinta da André de Colony.
- 1506-10 Sauve (Gard) (Francia), Abbaye Saint-Pierre : organo di 4 registri